# Cançoner de Stúñiga
El Cançoner de Stúñiga  és un recull de poesies líriques. Es conserva en tres manuscrits: el de la Biblioteca Nacional d'Espanya, el de la Biblioteca Casanatense de Roma i el de la Biblioteca Marciana de Venècia.
És anomenat així per Lope de Stúñiga, l'autor de la primera cançó. El cançoner és la producció poètica de la cort de Alfons V d'Aragó, que en conquerir Nàpols (1443) va crear en el seu entorn una  cort amb poetes influïts pel Quattrocento italià. Va ser recopilat a la cort de Nàpols entre 1460 i 1463.
Posseeix algunes singularitats, com la d'incloure alguns  romanços. Entre els autors que es poden trobar en aquest cançoner hi ha: Lope de Stúñiga, Carvajal o Carvajales, Pere de Torrelles, Mossèn Juan de Villalpando, Juan Dueñas, Mossèn Diego de Valera, Juan de Andújar, Juan de Valladolid o Juan Poeta, Pedro Manuel de Urrea,  Juan de Moncayo,  Juan de Tapia, Conde Castro i Suero de Ribera.
Aquest cançoner es relaciona amb un altre, el de la Biblioteca Casanatense de Roma, ja que aquest reprodueix el de Stúñiga en la seva primera part.